# Michael Schophaus
Michael Schophaus (* 1956 in Bottrop) ist ein deutscher Journalist und Autor.
Nach dem Abitur am Heinrich-Heine-Gymnasium Bottrop studierte er an der Deutschen Sporthochschule Köln, mit dem Abschluss Sportwissenschaftler. Von 1985 bis 1986 besuchte Schophaus die Henri-Nannen-Journalistenschule unter Wolf Schneider in Hamburg und arbeitete danach als Redakteur beim Stern. Ab 1990 war er für die Zeitschrift Sports Berichterstatter bei Olympischen Spielen und schrieb Reisereportagen.
1995 wurde er Ressortleiter in der Verlagsgruppe Milchstrasse, wo er an Zeitschriften wie Fit for Fun, Max und Amica mitwirkte. Außerdem wirkte er ab 1997 in der Redaktionsgemeinschaft Teamwork und half bei der Entwicklung der Zeitung am Sonntag und dem Fußballmagazin Hattrick.
In den Jahren 1999 bis 2002 war Schophaus Chefredakteur der Bäckerblume in Hilden.
Er veröffentlichte als Freier Journalist zahlreiche Artikel (u. a. in Zeit-Magazin, Merian, taz, Stern, Geo Saison, Max, Amica, Männer Vogue und Park Avenue) und schrieb außerdem mehrere Sachbücher zu verschiedenen Themen.
Bekannt wurde er durch das erfolgreiche Buch "Im Himmel warten Bäume auf dich" (2000), das den Tod seines Sohnes Jakob beschreibt, der im Alter von 2 Jahren an Krebs erkrankte.
Mit „Zu jung, um alt zu sein“ (2004) schrieb er das weltweit erste Buch, das sich mit der Krankheit Progerie beschäftigt, der vorzeitigen Vergreisung im Kindesalter.
Von 2006 bis 2011 arbeitete Michael Schophaus als Textchef für das Lufthansa-Magazin. Seitdem war er wieder frei tätig, u. a. als Berater beim Hamburger Verlag Hoffmann & Campe.
Schophaus lebt in Hamburg, ist verheiratet und hat zwei Kinder.

## Kritik
Wegen seiner Tätigkeit für die Bäckerblume vermutete Die Woche im November 1999, dass Schophaus „mit seinem Brötchengeber so selbstironisch umgeht wie Harald Juhnke mit seinen Alkoholproblemen“ und rief ihn zum „journalistischen Absteiger des Jahres“ aus. Die Süddeutsche Zeitung schrieb damals „Hier ist der Spott das tägliche Brot“, während ihn die Rheinische Post mit der Zeile „Die Bäckerblume lässt sich nicht knicken!“ aufmunterte.

## Veröffentlichungen
- Im Himmel warten Bäume auf dich. Die Geschichte eines viel zu kurzen Lebens. Pendo, Zürich 2000, ISBN 3-85842-387-4.
- Mütter sind die besseren Frauen. Pendo, Zürich 2003, ISBN 3-85842-493-5.
- Zu jung, um alt zu sein. Die Geschichte einer rätselhaften Krankheit. Goldmann, München 2004, ISBN 978-3-442-15279-7.
- Ich mach das Ding rein und fertig. Warum der deutsche Fußball Lukas Podolski braucht. Goldmann, München 2006, ISBN 3-453-40477-7.
- Steh' deinen Mann – Die besten Tipps für Gesundheit, Glück und Sex. Kösel, München 2007, ISBN 3-466-30764-3.
- Schnee. Eine Liebeserklärung an den Winter, AT Verlag, München 2019, ISBN 978-3-03800-019-8.